# Warenhuis "Oekraïne"
Het warenhuis "Oekraïne" (in het Oekraïens: Універмаг «Україна») bevindt zich op het Peremogy-plein in de wijk Shevchenkivsky in Kiev, gelegen tussen de straten Beresteysky Prospect, Bulvarno-Kudryavska en Zhilyanska. Het warenhuis werd gebouwd tussen 1960 en 1966. Na de wederopbouw in 2003-2004 werd het een winkel- en uitgaanscentrum.

## Geschiedenis
Het warenhuis "Oekraïne" werd gebouwd in het kader van de massale ontwikkeling van Kiev in de jaren 1950 en 1960 tijdens de implementatie van het eerste naoorlogse (1947) algemene plan van Kiev. Tijdens de jaren van de zogenaamde Chroesjtsjov-dooi, was de ontsluiting van Kiev via de Zhytomyr-snelweg - Brest-Litovsky Prospekt - Shevchenko Boulevard de grote toegang tot de hoofdstad van de republiek voor westerse toeristen. Daarom werd er veel aandacht besteed aan de esthetische uitstraling van de gebouwen. Het nogal omvangrijke gebouw van het warenhuis verdrong de handel op de plaats van de opgeheven openluchtmarkt op het Plosjtsjas Halytska volledig en bedekte daarmee een zeer onrepresentatief industrieel en pakhuisgebouw nabij het Centraal Station van het spoorwegknooppunt van Kiev.
Het gebouw werd gebouwd in de stijl van het functionaliteitisme naar een ontwerp van de architect I. Gomolyaks. Het warenhuisgebouw onderscheidt zich van andere panden aan de straat door zijn artistieke en functionele oplossingen met massieve gevelvlakken, de afwezigheid van decor en een eenvoudige compositie die de mogelijkheden van bouwmaterialen als glas, metaal en beton optimaal benut.
De complexe technische en geologische omstandigheden van het gebied (de historische uiterwaarden van de Lybid-rivier in de delta van de Skomorokh-rivier en de Afanasiv-stroom) beïnvloedden het ontwerp van het warenhuisgebouw. Een framegebouw met een lengte van 130 meter en een volume van 137 duizend kubieke meter rust op 1200 palen. De leidingen liep tussen plafonds en verlaagde plafonds. In het gebouw zijn 15 liften en 12 roltrappen geïnstalleerd met een totale lengte van 250 meter.
Het grootste handelsbedrijf in de Sovjetunie op dat moment werd opgericht in 1960 om de toekomstige winkels in onder te brengen. In deze tijd werd de laatste hand aan de ontwerpen voor het warenhuis gelegd. Voor de nieuwjaarsfeesten op 24 december 1966 opende het warenhuis "Oekraïne" zijn deuren voor bezoekers. Bij de opening van het warenhuis was de eerste secretaris van het CCP-CPC, Vladimir Scherbicki, aanwezig, die het warenhuis opende. 
De totale oppervlakte van het pand op de vier verdiepingen van het gebouw bedroeg ongeveer 25.000 m², waarvan ca. 12.000 m² winkeloppervlakte. In het warenhuis werkten 465 verkopers.
Vanwege het ontbreken van een kelderruimte (er is alleen een half verzonken oprit aan de kant van de Zhilyanska Street), werd een complex voor het warenhuismagazijn in een ander deel van de stad aan de Kovpaka Street 8 gerealiseerd.

### Wederopbouw
Als gevolg van de ontwikkelingen in Oekraïne tijdens de jaren van de perestrojka en aan het begin van de onafhankelijkheid, daalde de koopkracht van de bevolking aanzienlijk. Dankzij de succesvolle locatie van de winkel op het kruispunt van de belangrijkste snelwegen nabij het station Kiev-Pasajyrskyi kon het bedrijf echter de hyperinflatie en privatisering overleven en een van de toonaangevende winkels in Kiev blijven.
In 2003 werd gestart met de renovatie en verbouwing van het warenhuis en sloot het de deuren voor een jaar. Het vernieuwde warenhuis werd op 17 december 2004 heropend. Bij de verbouwing is aan de achterzijde een stuk aangebouwd en is een open parkeergarage met 7 verdiepingen voor 300 parkeerplaatsen gebouwd. Als gevolg hiervan nam de oppervlakte van het warenhuis toe tot 45.300 m²

Bij het warenhuis is een groot vervoersknooppunt met veel passagiersstromen. In de directe omgeving van het warenhuis bevinden zich 2 metrostations, talloze haltes van het openbaar vervoer in de stad, evenals het Centraal Station en het eindpunt van de hogesnelheidstram.

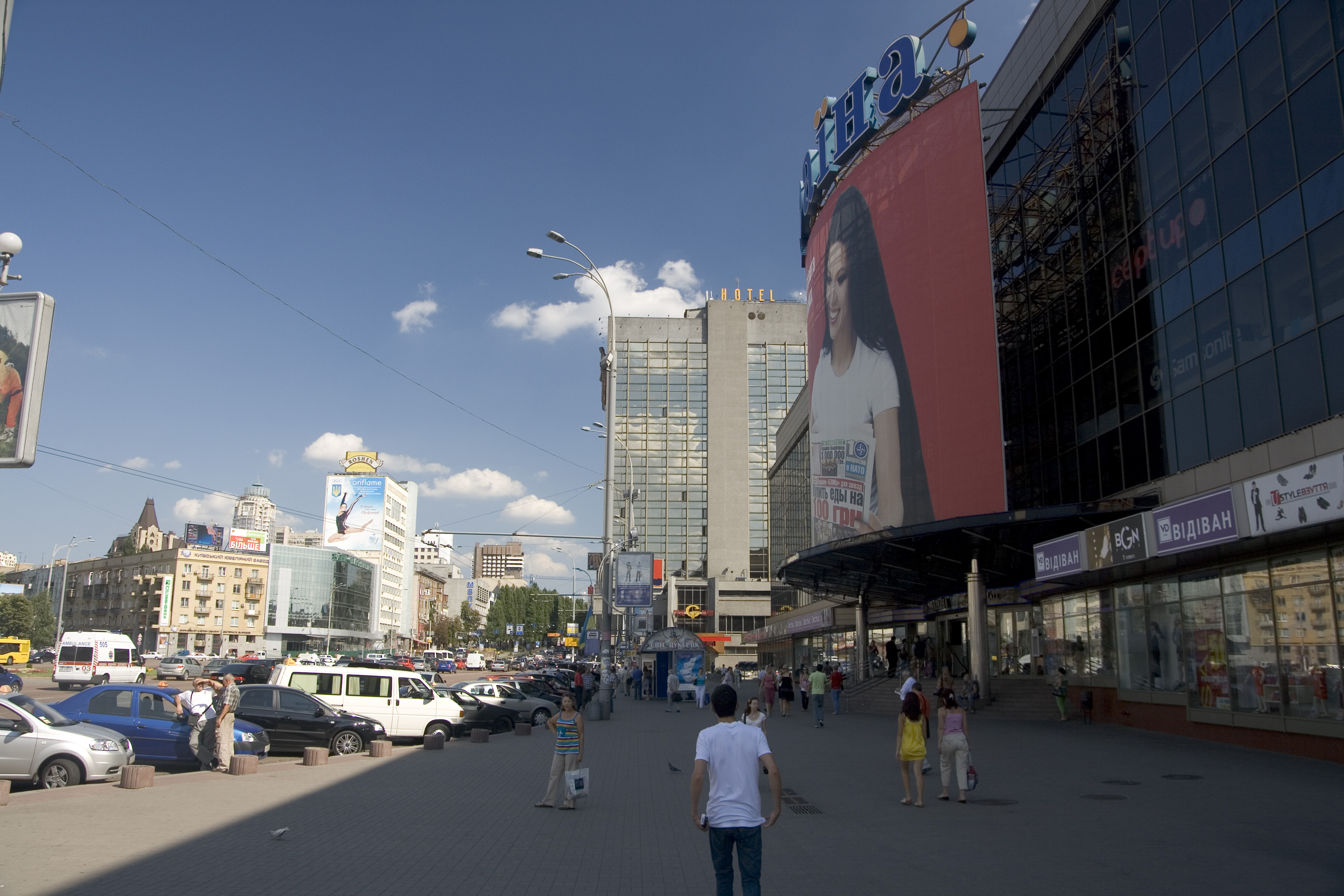
Toegang tot het warenhuis
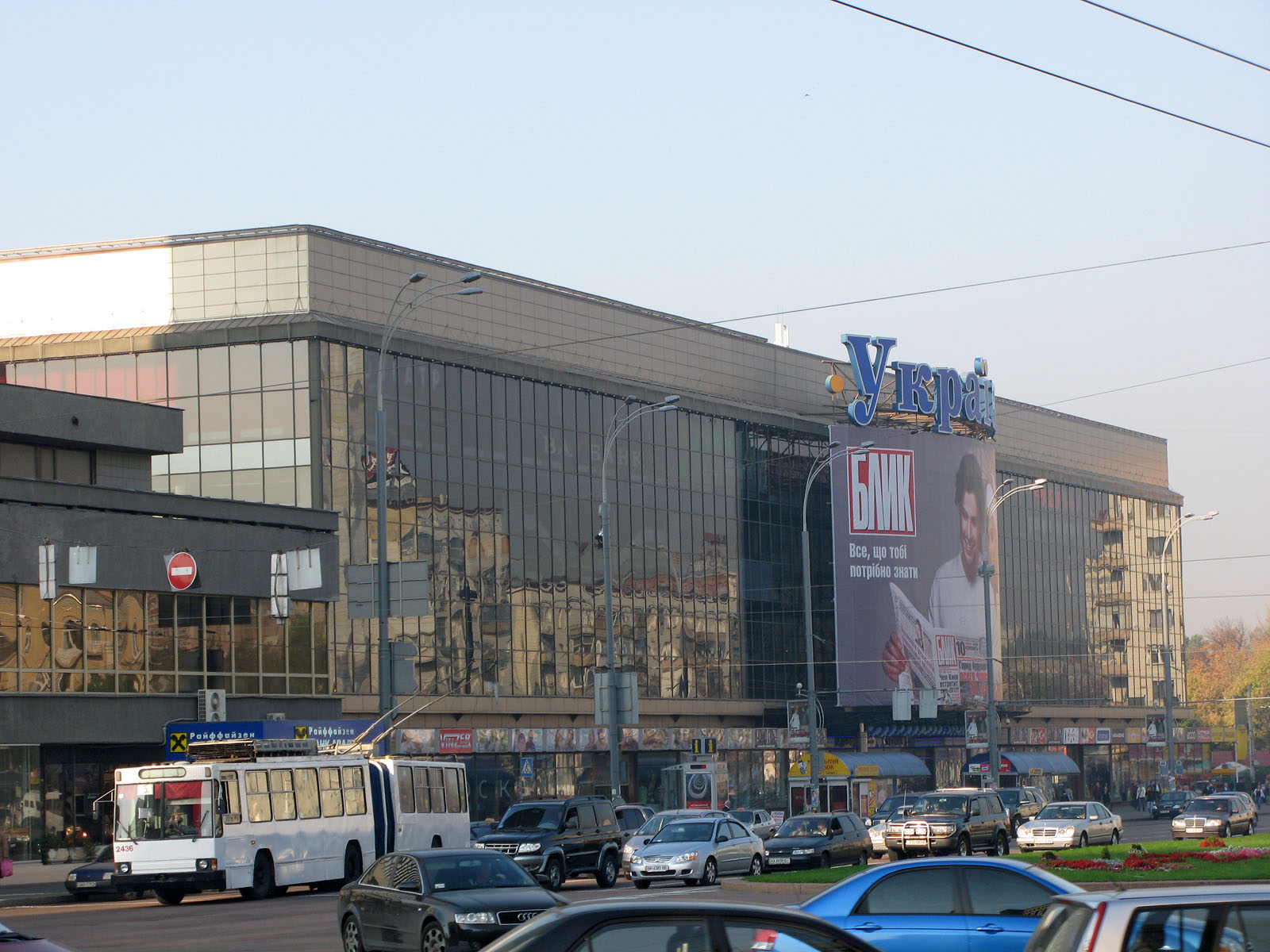
Aanzicht van het warenhuis
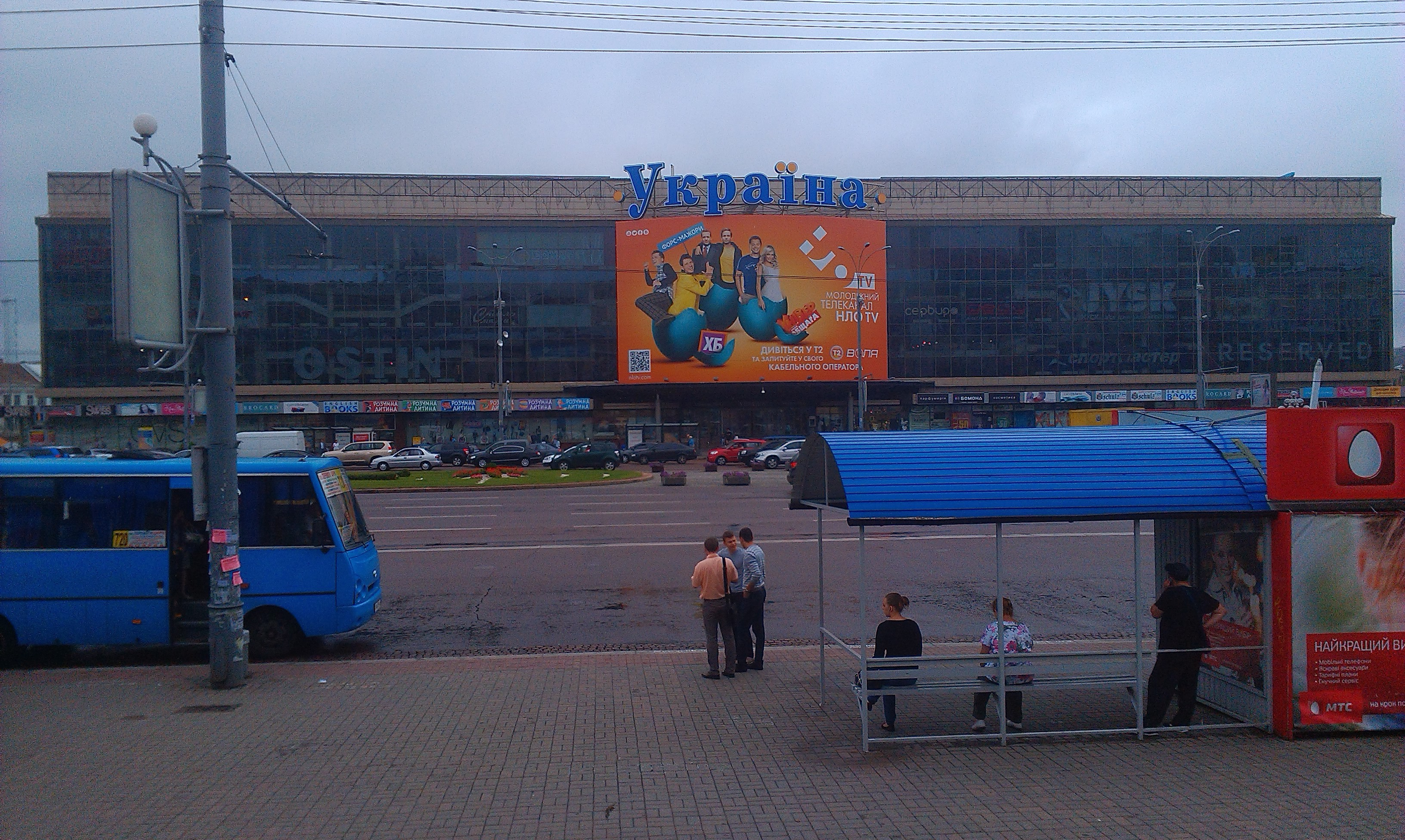
Uitzicht vanaf de andere kant van het plein
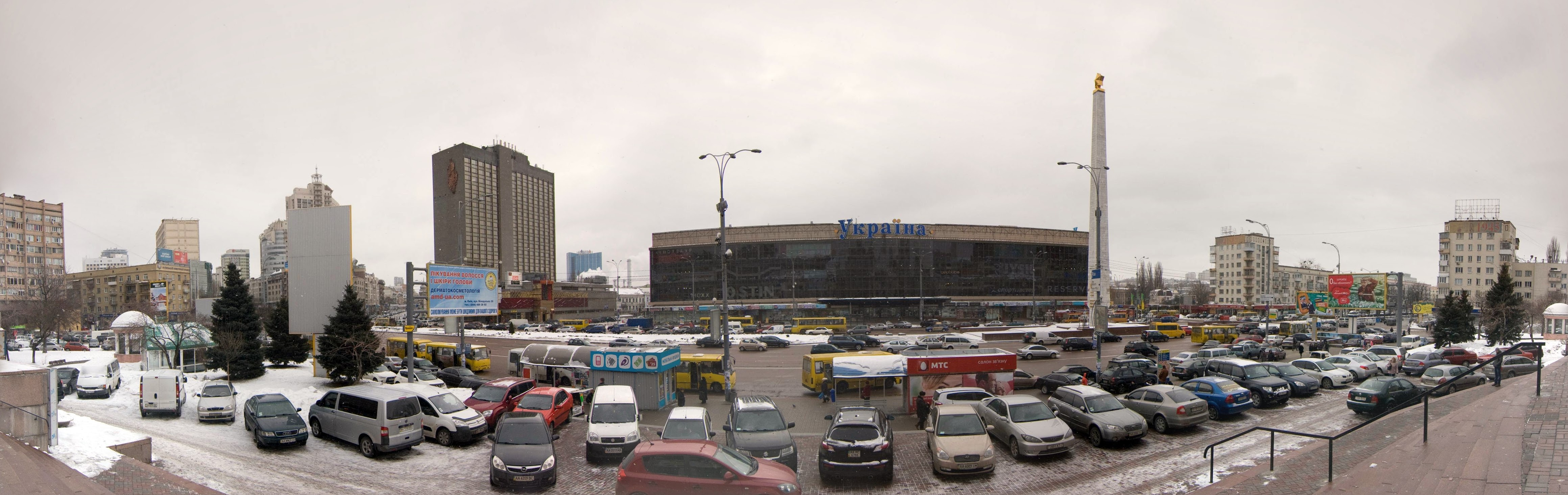
Panorama